# Jimmie Dale
Pour les articles homonymes, voir Dale.

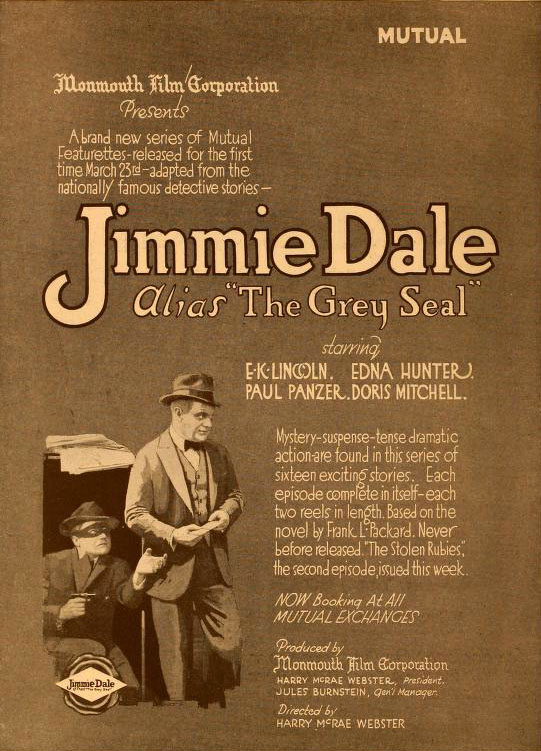
Jimmy Dale, film de 1917

Jimmie Dale est un personnage de fiction créé par Frank Lucius Packard en 1918. C'est un riche playboy le jour, qui chaque nuit endosse un costume afin de devenir The Grey Seal, un cambrioleur sans autre ambition que de rentrer dans des maisons ou des bureaux pour le simple plaisir. Toutefois, il se fait prendre sur le fait par une femme qui lui fait du chantage et l'oblige à combattre des organisations criminelles.
Les aventures de Dale sont apparues pour la première fois dans People's Magazine puis furent transposées en romans: The Adventures of Jimmie Dale (1917), The Further Adventures of Jimmie Dale (1919), Jimmie Dale and the Phantom Clue (1922), Jimmie Dale and the Blue Envelope Murder (1930), et Jimmie Dale and the Missing Hour (1935). 
Jimmie Dale/The Grey Seal est souvent cité comme référence dans ce qui deviendra plus tard le pulp ou le comic book. Le cliché du « playboy le jour, vengeur masqué la nuit » avait déjà fait son apparition dans des séries telles que Le Mouron rouge ou Zorro, mais Jimmie Dale était plus ancré dans le monde contemporain. Il fut un précurseur de la « cachette secrète », avant la Batcave ou la forteresse de la Solitude de Superman.